# 恆春皂莢
恆春皂莢（学名：Gleditsia rolfei），又稱、台灣皂莢、雞角公、雞角刺，为豆科皂莢屬下的一个种。恆春皂莢原產於恆春半島的森林與溪谷，亦分布於菲律賓。

## 型態
恆春皂莢為落葉喬木，高5至20米，樹幹上常有針刺，特別是在年幼時。葉為互生的一回或二回羽狀複葉，長20至30公分，葉柄微被毛。總狀花序，莢果堅硬平滑無毛、呈長橢圓形，長約20公分，內含8-12粒種子。恆春皂莢正遭受棲息地破壞的威脅。

## 應用
其莢果含有皂素可製成肥皂，並可入藥。皮刺也可入藥治瘡疹。

## 扩展阅读
- 維基物種上的相關：恆春皂莢